# Pouy-sur-Vannes
Pouy-sur-Vannes ist eine französische Gemeinde mit 181 Einwohnern (Stand: 1. Januar 2022) im Département Aube in der Region Grand Est. Sie gehört zum Kanton Saint-Lyé und zum Arrondissement Nogent-sur-Seine. 
Sie ist umgeben von folgenden Nachbargemeinden:
|           | Bercenay-le-Hayer                           | Marcilly-le-Hayer |
| Courgenay | Kompassrose, die auf Nachbargemeinden zeigt |                   |
|           | Bagneaux                                    | Planty            |

## Bevölkerungsentwicklung
| Jahr                      | 1962 | 1968 | 1975 | 1982 | 1990 | 1999 | 2008 | 2016 |
| ------------------------- | ---- | ---- | ---- | ---- | ---- | ---- | ---- | ---- |
| Einwohner                 | 252  | 226  | 198  | 179  | 170  | 136  | 144  | 148  |
| Quelle: Cassini und INSEE |      |      |      |      |      |      |      |      |

## Sehenswürdigkeiten
- Schloss von Pouy-sur-Vannes